# Číslování železničních stanic v Japonsku

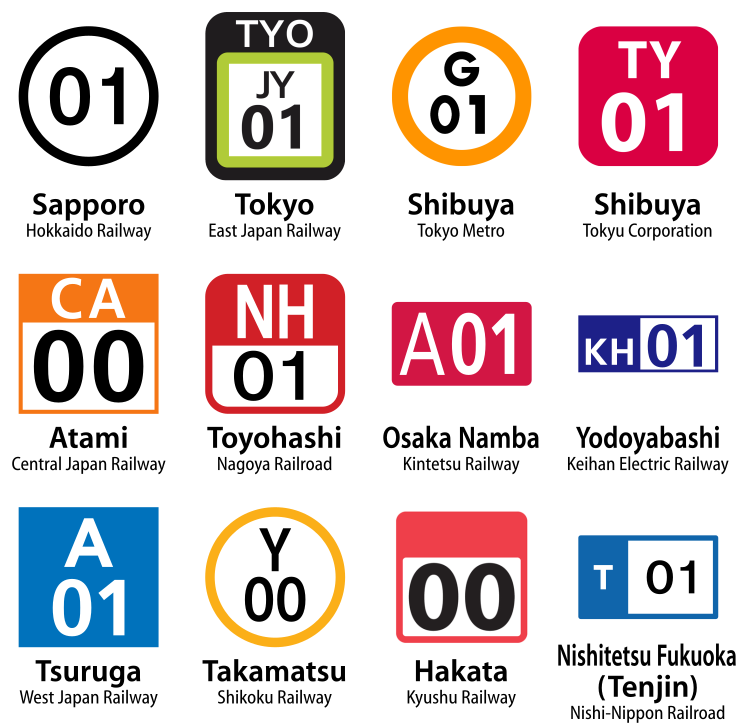
Některé příklady číslování

Číslování železničních stanic v Japonsku je systém značení pro zjednodušení orientace cestujících, zejména při přechodech mezi různými tratěmi a v hustých dopravních uzlech.

## Vzhled značení
Značení se může v závislosti na dopravci a regionu měnit. Všechny však víceméně obsahují následující údaje.

### Číslo stanice
Číslo stanice označuje o kolikátou stanici od počátečního bodu trati se jedná.

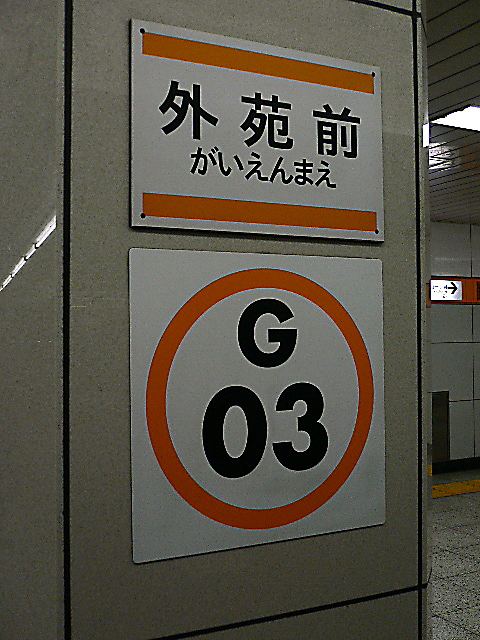
Stanice Gaienmae linky Ginza tokijského metra

### Písemné označení a barva linky
Písemné označení linky se skládá z 1 nebo 2 písmen. Většinou je snaha aby písemné označení bylo shodné s prvním písmenem Hepburnova přepisu jména linky. V případě, že už je písmeno zabrané jinou linkou se používá dvoupísemný název, který zohledňuje i jméno dopravce, nebo náhodné písmeno. Barva je pak určena buď barvami dopravce nebo v případě velkých měst s mnoha linkami je vybrána tak aby jedinečná vůči ostatním linkám.

## Historie
Vůbec první systém číslování stanic byl zaveden v Japonsku v roce 1984 a to na tramvajových tratích v Nagasaki.
V roce 2002, ku příležitosti nadcházejícího mistrovství světa ve fotbale, bylo zavedeno číslování i na linkách metra v Jokohamě. Vzápětí byly v roce 2004 očíslovány stanice tokijského metra.
V roce 2016 se JR East rozhodlo sjednotit na svých tratích systém číslování a upravit ho tak, aby mu bylo lehké porozumět.
Další velká vlna číslování proběhla před LOH 2020 v Tokiu.

## Někteří dopravci používající číslování

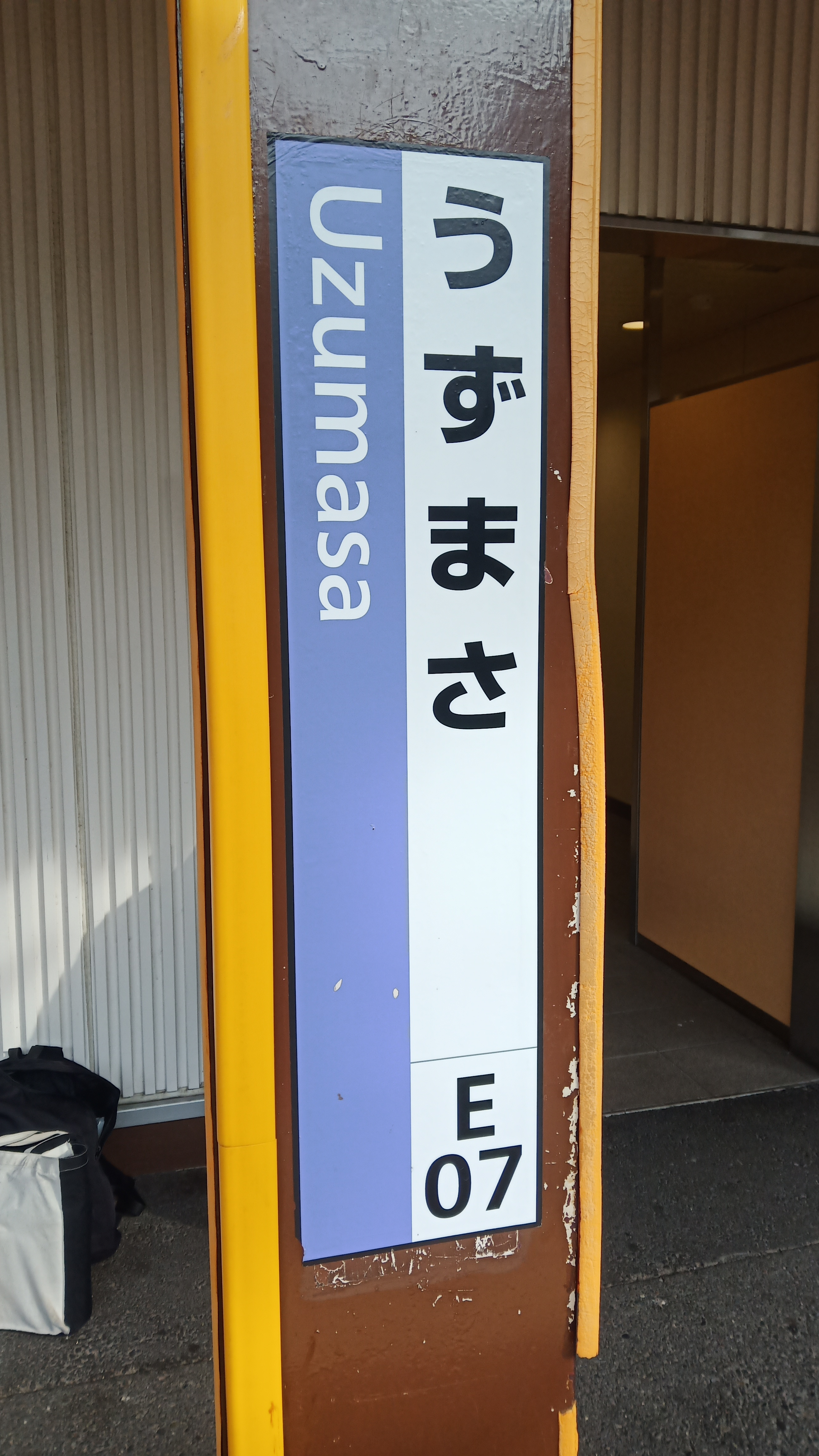
Satnice Uzumasa v Kjótu na lince Sagano

Pro názvy společností byl pro lepší přehlednost použit Hepburnův přepis.

### Skupina JR
- JR East
- JR Central
- JR West
- JR Kyūshū
- JR Hokkaidō

### Soukromé společnosti
- Hankyū
- Keihan
- Seibu
- Enoden

### Metro
- Tokijské metro
- Metro v Ósace
- Metro v Jokohamě
- Metro ve Fukuoce